# Tashi Tsering Phuri
Tashi Tsering Phuri anciennement appelé Tsering Tashi né à Phari en 1952 au Tibet est un homme politique tibétain spécialiste de médecine tibétaine.